# Bataille de Stiklestad
guerre civile de Norvège
La bataille de Stiklestad (Stiklarstaðir en vieux norrois), l'une des batailles les plus célèbres de l'histoire de Norvège, prit place le 29 juillet 1030.
Elle est l'une des étapes du processus de christianisation de la Norvège puisqu'elle opposa le sud chrétien, mené par Olaf II de Norvège au nord païen. Olaf y trouva la mort, ce qui lui valut plus tard de devenir un saint.

## Contexte
Depuis 1025, Knut le Grand, roi d’Angleterre, cherche à s’emparer du trône de Norvège. En 1028, il obtient le soutien de la majorité des chefs norvégiens et est proclamé roi. Il retourne cependant en Angleterre, laissant son neveu, le jarl Håkon, gouverner la Norvège. Olaf est contraint à l’exil à Novgorod face aux Jarls de Lade.
En 1029, à la mort du jarl Håkon, la Norvège est sans dirigeant. Olaf tente alors de reprendre le pouvoir. Il quitte la Rus' de Kiev avec quelques compagnons et traverse la Suède, où il recrute une armée de 480 hommes. En Norvège, il rallie environ 3 000 partisans. En réponse, les chefs norvégiens lèvent une armée de quelque 14 000 paysans, probablement la plus grande force jamais assemblée en Norvège à l’époque viking.

## Déroulement de la bataille
La bataille de Stiklestad a lieu le 29 juillet 1030 dans l’actuel village de Stiklestad, dans le Trøndelag, en Norvège. Le récit de la bataille est conservé dans la Heimskringla de Snorri Sturluson. Selon cette source, Olaf exhorte ses hommes à ne pas fuir, déclarant qu’il souhaite soit être victorieux, soit tomber au combat, et confie son destin à Dieu.
Olaf combat en première ligne. Il est blessé par trois adversaires : Thorstein lui entaille la jambe gauche au-dessus du genou avec une hache, Thorir Hund le transperce avec une lance au ventre, et Kalf frappe son cou avec une épée. Ces trois blessures causent sa mort.
Son corps est ensuite emporté et enterré à Nidaros (aujourd'hui Trondheim). La tradition veut que la cathédrale de Nidaros (dont la construction commença une quarantaine d'années plus tard) ait été bâtie à l'emplacement de sa tombe.
Après la bataille, Sven Knutsson est installé comme dirigeant de la Norvège par le roi Knut le Grand.
Environ une année plus tard, en août 1031, Olaf II est canonisé et son culte s'étend immédiatement. Il devient le saint patron de la Norvège.

## Postérité

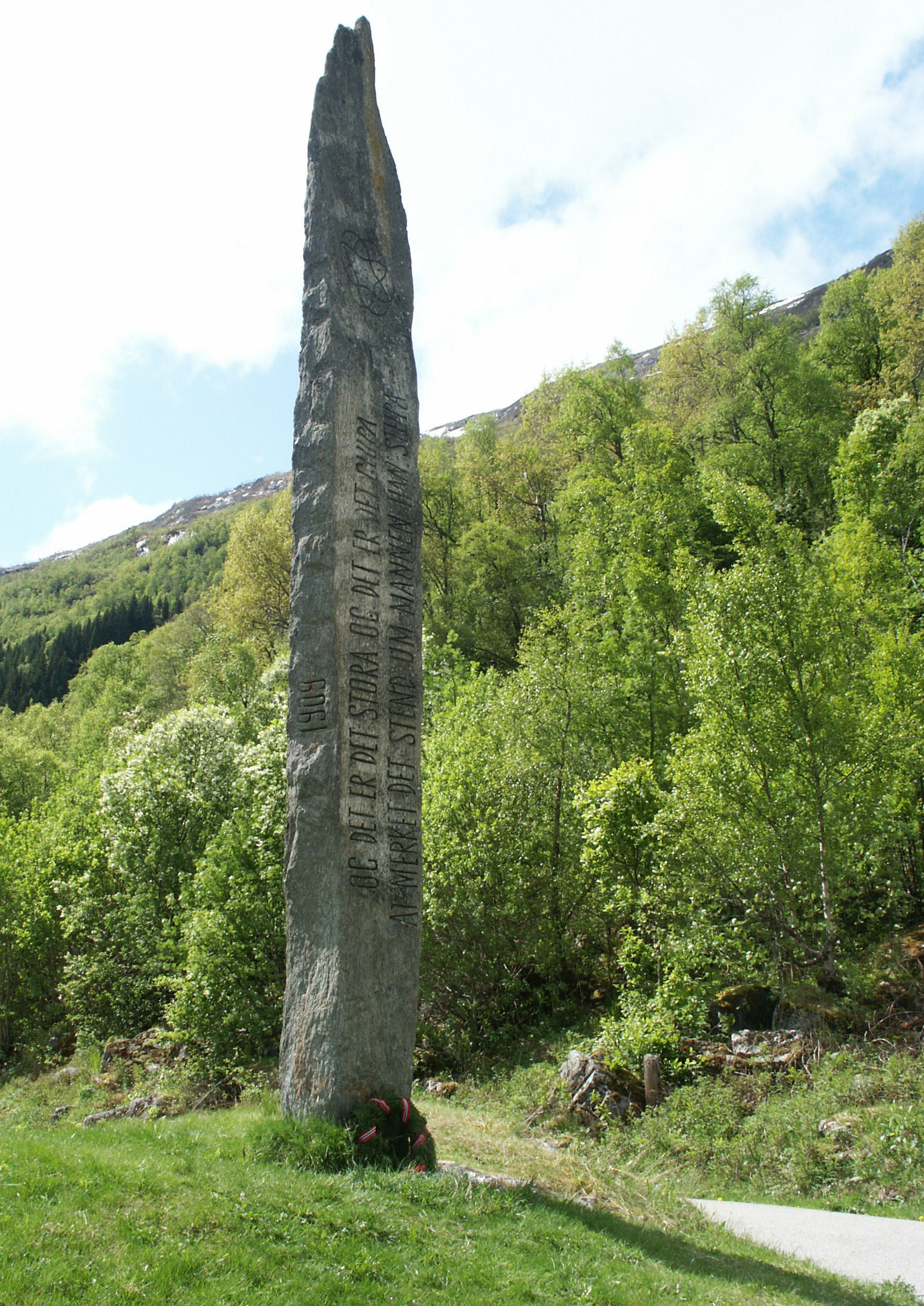
Mémorial de Stalheim

En 1901, le poète Per Sivle (en) rédigea une œuvre intitulée Tord Foleson, évoquant le porte-étendard du roi Olaf dans la bataille. Foleson parvint à planter la bannière avant de mourir, et elle resta à flotter tout au long de la bataille, même après la mort du roi. Elle fut conservée dressée, et régulièrement remplacée par la population locale pendant des siècles : un monument a été érigé ensuite à cet endroit. Le plus fameux vers du poème, Merket det stend, um mannen han stupa (« Le symbole reste debout, même si l'homme tombe »), est inscrit sur le monument de Stalheim (en) en Norvège. Il figure aussi sur le mur aux inscriptions, sur le site du camp de concentration de Bergen-Belsen.
En juillet 1954, le propriétaire de la ferme de Stiklestad donna son autorisation pour la tenue dans sa propriété d'une représentation de la bataille. Le Drame de Saint Olaf (en norvégien : Spelet om Heilag Olav, aussi appelé Stiklestadspelet) est une représentation théâtrale en plein air qui se donne chaque année vers la fin du mois de juillet à Stiklestad.  La pièce est l'œuvre de Olav Gullvåg (de) et a été jouée chaque année depuis 1954. Tous les ans, les spectateurs convergent vers Stiklestad pour assister au Drame de Saint Olaf, en ce lieu qui est aujourd'hui le plus grand théâtre en plein air de Scandinavie.